# Wasco (California)
Este es un artículo acerca de la ciudad in California. Para la fábrica de tacos de billar conocida como Wasco, ver William A. Spinks.  
Wasco (anteriormente, Dewey y Deweyville) es una ciudad en el valle de San Joaquín, en el condado de Kern, Estados Unidos de América. Wasco está localizada 39 km (24 millas) noroeste de Bakersfield, a una elevación de 100 m (328 ft) sobre el nivel del mar. La población era de 25,545 habitantes de acuerdo al censo de 2010, una alza de 21,263 desde el censo del año 2000. 
Wasco es la sede de la tribu indígena del Tejón de California, tribu de reconocimiento federal de los pueblos indígenas de California Kitanemuk, Yokuts, y Chumash
.

## Historia
El nombre de Dewey fue en honor del almirante George Dewey, un héroe en la guerra Hispano-americana. La oficina postal Deweyville abrió en 1899, y cambió su nombre a Wasco en 1907. 
El origen del nombre Wasco es tema de dos diferentes teorías: (1) que fue acuñado del nombre de Western American Sugar Company (compañía azucarera occidental); y (2) que un residente del condado de Wasco, Oregon la nombre así.
Wasco es el sitio de Fourth Home Extensión Colony (cuarta colonia de extensiones para el hogar), fundada en 1907 por el plan de American Home Extension Association (asociación americana de extensión del hogar).  

## Geografía
De acuerdo a la Oficina del Censo de los Estados Unidos (United States Census Bureau), la ciudad tiene una área total de 24 km² (9.4 millas cuadradas) de terreno. En el censo del año 2000, la ciudad tenía una área total de 20 km² (7.6 millas cuadradas) en total de terreno. Wasco está localizada en el piso del Valle de San Joaquín, en las intersecciones de las rutas del estado de California 43, que corre de norte a sur, y 46, que corre de este a oeste.  

## Clima
De acuerdo al sistema Köppen Climate Classification, Wasco tiene un clima semiárido, abreviado “BSK” en los mapas climatológicos.

## Demografía
2010
El censo de Estados Unidos de 2010 reportó que Wasco tenía una población de 25,545 habitantes. La densidad de población era de 1,046.4 habitantes por km² ( 2,710.1 por millas al cuadrado). El perfil racial de Wasco era de 12,579 (49.2%) blanco, 1,951 (7.6%) afroamericano, 283 (1.1%) nativo americano, 180 (0.7%) asiático, 12 (0.0%) isleño del Pacífico, 9,714 (38.0%) de otras razas, y 826 (3.2%) de dos o más razas. Hispanos o latinos de cualquier raza fueron 19,585 (76.7%). 
El censo reportó que 19,825 personas (77.6% de la población) vivían en viviendas, 10 (0%) de grupo no institucionalizados, y 5,710 (22.4%) de grupos si  institucionalizados. 
Había 5,131 hogares, en las cuales 3,143 (61.3%) habitaban menores de 18 años, 2,894 (56.4%) eran parejas casadas de sexo opuesto viviendo en unión, 992 (19.3%) tenían jefe del hogar femenino sin esposo presente, 484 (9.4%) tenían jefe del hogar masculino sin esposa presente. Había 478 (9.3%) parejas de sexo opuesto no casadas. 575 hogares (11.2%) estaban conformados por individuos y  en 243 (4.7%) habitaba solo alguien de 65 o más años de edad. El tamaño promedio del hogar era de 3.86 individuos. Había 4,370 familias (85.2% de todos los hogares); el tamaño promedio de la familia era de 4.11. 
La población era dispera, formada por 7,351 personas (28.8%) menores de 18 años, 3,687 personas  (14.4%) de edades 18 a 24, 8,621 personas (33.7%) de edades 25 a 44, 4,593 personas (18.0%) en edad de  45 a 64, y 1,293 personas (5.1%) de 65 o más años de edad.  La edad media era de 28.3 años. Por cada 100 mujeres había 160.3 hombres. Por cada 100 mujeres de 18 años y más había 192.5 hombres. 
Había 5,477 unidades habitacionales con una población promedio de 224.3  por km² (581.1 por milla al cuadrado), de las cuales 2.680 (52.2%) estaban ocupadas por sus propietarios, y 2.451 (47.8%) estaban ocupadas por arrendatarios. La tasa de vacantes de propietarios fue de 5.1%; La tasa de vacantes de alquiler fue de 4.0%. 10,486 personas (41.0% de la población) vivían en unidades de vivienda ocupadas por sus propietarios y 9,339 personas (36.6%) vivían en unidades de vivienda de alquiler. 
2000  
En el censo del 2000, había 21,263 personas, 3,971 unidades habitacionales y 3,403 familias que residían en la ciudad. La población era de 2,795.7 personas por milla cuadrada (1,078.8 / km²). Había 4,256 unidades de vivienda con una densidad promedio de 215.9 / km ² (559.6 / mi ²). La composición racial de la ciudad consistía en un 34.64% blancos, 10.27% negros o afroamericanos, 1.02% nativo americanos, 0.67% asiáticos, 0.15% isleños del Pacífico, 50.46% de otras razas y 2.78% provenientes de dos o más razas. El 66.72% de la población eran hispanos o latinos de cualquier raza. 
Había 3,971 unidades habitacionales de los cuales el 55.1% tenían niños menores de 18 años viviendo en casa, un 62.3% de estos hogares eran conformados por parejas casadas viviendo juntas, un 16.8% de los hogares eran conformados por mujeres, jefas de familia, sin marido presente y 14.3% eran no consideradas familias. El 11.6% de todas las familias vivían aparte y el 5.7% tenía a alguien viviendo solo quien tenía 65 años de edad o más. El tamaño promedio de las familias era de 3.79 y el tamaño familiar promedio era de 4.07. 
En la ciudad, la población se extendió con 27.4% menores de 18 años, 13.9% de 18 a 24 años, 39.4% de 25 a 44, 13.8% de 45 a 64 años y 5.4% de 65 años de edad o más. La edad promedio era de 29 años. Por cada 100 mujeres, había 183.5 hombres. Por cada 100 mujeres mayores de 18 años, había 230.6 hombres. 
El ingreso promedio por vivienda en la ciudad era de $28,997, y el ingreso promedio  para una familia era de $30,506. Los varones tenían un ingreso promedio de $ 48,105 comparado a $18,697 al de las hembras. El ingreso por persona en la ciudad era de $14,228. Cerca de 24.3% de familias y 27.5% de la población estaban debajo de la línea de la pobreza, 35.3%  incluye a menores de 18 años y 10.1% de personas de 65 años o más. 
Grupos de personas por acuartelamiento
Fuente:
- 7,975 de personas en la Prisión Estatal de Wasco
- 1,226 de personas en otros tipos de instituciones correccionales
- 10  personas en hogares para enfermos mentales.
- 8 personas en grupos de alojamiento no institucionales

## Economía
Mapa de ubicación del campo petrolero de Wasco 
Una de las principales actividades económicas de Wasco es la agricultura, específicamente el cultivo de rosas. El 55% de todas las rosas cultivadas en los Estados Unidos se cultivan en los alrededores de Wasco.
Además de la agricultura, la extracción de petróleo y gases es una parte importante de la economía local. El gran campo petrolífero de semitrópico se encuentra a lo largo de la carretera estatal 46, aproximadamente 7 millas (11 km) al oeste de la ciudad. Anteriormente un campo de gas, ahora la principal producción de la región es el petróleo. El operador principal del petróleo desde 2010 es Vintage Production, una rama de Occidental Petroleum. 
El campo petrolífero de Wasco fue descubierto en abril de 1938 por Continental Oil Company.
Personas famosas
- Pablo Garza, luchador norteamericano de artes marciales mixtas
- Suzanne Lacy, artista y educadora
- Aaron Merz, exdefensa de fútbol americano

- Jim Napier, ex receptor de béisbol de ligas menores y gerente
- Manuel Quezada, boxeador profesional
- Carl Smith, entrenador de fútbol americano

## Clima
De acuerdo al sistema Köppen Climate Classification, Wasco tiene un clima semiárido, abreviado “BSK” en los mapas climatológicos 